# Vigna mukerjeanus
Vigna mukerjeanus är en ärtväxtart som först beskrevs av Mukat Behari Raizada, och fick sitt nu gällande namn av Mukat Behari Raizada. Vigna mukerjeanus ingår i släktet vignabönor, och familjen ärtväxter. Inga underarter finns listade i Catalogue of Life.